# Ciklon Bhola 1970.
Ciklon Bhola iz 1970. (također poznat kao Veliki ciklon iz 1970.) bio je razorni tropski ciklon koji je 12. studenog 1970. pogodio istočni Pakistan (današnji Bangladeš) i zapadni Bengal u Indiji. To je i dalje najsmrtonosniji tropski ciklon ikada zabilježen i jedna od najsmrtonosnijih svjetskih humanitarnih katastrofa. Najmanje 300.000 ljudi poginulo je u oluji, moguće čak 500.000, prvenstveno kao rezultat olujnog udara koji je poplavio velik dio nizinskih otoka delte Gangesa. Bhola je bila šesta i najjača ciklonalna oluja u sezoni ciklona u sjevernom Indijskom oceanu 1970. 
Ciklon se formirao iznad središnjeg Bengalskog zaljeva 8. studenog i putovao prema sjeveru, pojačavajući se pritom. Dosegao je svoj vrhunac s vjetrovima od 185 km/h 10. studenoga, a sljedećeg poslijepodneva stigao je do obale istočnog Pakistana. Olujni udar opustošio je mnoge pučinske otoke, izbrisavši sela i uništivši usjeve u cijeloj regiji. U najteže pogođenom mjestu Tazumuddinu, u okrugu Bhola više od 45% stanovništva od 167.000 poginulo je u oluji.
Pakistansku vladu, na čelu s vođom hunte generalom Yahyom Khanom, kritizirali su lokalni politički čelnici u istočnom Pakistanu i međunarodni mediji zbog kašnjenja u operacijama pomoći nakon oluje. Tijekom izbora koji su se održali mjesec dana kasnije, oporbena liga Awami odnijela je uvjerljivu pobjedu u pokrajini, a kontinuirani nemiri između Istočnog Pakistana i središnje vlade pokrenuli su Rat za oslobođenje Bangladeša, koji je doveo do genocida u Bangladešu 1971. i na kraju završio s nastankom neovisne države Bangladeš.